# Immerinu

Estats arameus a Mesopotàmia al segle IX aC

Immerinu fou un estat aramaeu a la vora de l'Eufrates, fundat vers el 1000 aC, amb centre a la ciutat d'Immerinu, de situació desconeguda però que consta no gaire allunyada d'Haran, ja que figura en el cens d'aquesta ciutat.
Al segle ix aC era tributari d'Assíria. A una inscripció de Salmanassar III (859-824 aC) se l'esmenta amb altres estats arameus, i llavors estava governat pel rei Ger-Hadad. Desapareix després del segle ix aC.